# 7351 Yoshidamichi
7351 Yoshidamichi eller 1993 XB1 är en asteroid i huvudbältet som upptäcktes den 12 december 1993 av den japanska astronomen Takao Kobayashi vid Ōizumi-observatoriet. Den är uppkallad efter Michitoshi Yoshida.
Asteroiden har en diameter på ungefär 9 kilometer.